# Vuelo 6231 de Northwest Orient Airlines
El Vuelo 6231 de Northwest Orient Airlines fue el accidente fatal de un Boeing 727 el 1 de diciembre de 1974 en Harriman State Park cerca de Stony Point, Nueva York, justo al norte del área de la ciudad de Nueva York. El 727 de Northwest Airlines había sido fletado para recoger al equipo de fútbol profesional Baltimore Colts en Buffalo, en el oeste de Nueva York. 
Los tres miembros de la tripulación a bordo murieron cuando la aeronave chocó contra el suelo luego de una pérdida y un rápido descenso causado por la reacción de la tripulación a las lecturas erróneas de velocidad aerodinámica causadas por la formación de hielo en la atmósfera. La formación de hielo se produjo debido a que no se encendió el calentamiento del tubo de Pitot al comienzo del vuelo. Este fue uno de los dos Boeing 727 que se estrellaron en los Estados Unidos ese día; el otro fue el Vuelo 514 de TWA en el norte de Virginia, al noroeste del aeropuerto de Dulles (250 millas al sureste). 

## Accidente
El vuelo fue arquilado para recoger a los Baltimore Colts en Buffalo después de que el avión originalmente destinado a transportar al equipo quedara en tierra debido a una tormenta de nieve en Detroit
El Boeing 727-25, matrícula N274US, partió del Aeropuerto Internacional John F. Kennedy de la ciudad de Nueva York a las 19:14 para tomar un vuelo en ferry a Buffalo. Cuando la nave superó los 16.000 pies (4.900 m), sonó la alarma de advertencia de exceso de velocidad, seguida 10 segundos más tarde por una advertencia de pérdida del vibrador de palanca. La aeronave se niveló a 24.800 pies (7.600 m) hasta que comenzó a descender fuera de control en un giro invertido, alcanzando una aceleración vertical de +5 g. Aproximadamente a 3500 pies (1100 m), una gran parte del estabilizador horizontal de la aeronave se separó debido a las altas fuerzas G, lo que imposibilitó la recuperación. El vuelo 6231 tocó tierra con el morro ligeramente hacia abajo y el ala derecha hacia abajo doce minutos después del despegue, a las 19:26. 
La aeronave había descendido desde 24.000 pies (7.300 m) de altitud hasta el nivel del suelo a 1.090 pies (330 m) sobre el nivel del mar en 83 segundos. El accidente ocurrió a unas 3,2 millas náuticas (5,9 km; 3,7 millas) al oeste de Thiells, Nueva York. La policía describió el lugar del accidente como un área pantanosa densamente arbolada y la accesibilidad se vio obstaculizada por las condiciones climáticas invernales, incluido el viento y una mezcla de lluvia y nieve.  A pesar de la carga completa de combustible del 727, no hubo explosión ni incendio cuando el avión golpeó el suelo, y no hubo incendio posterior al accidente, aunque la policía describió que el lugar del accidente tenía un "fuerte olor a combustible para aviones"

## Tripulación
La aeronave tenía tres tripulantes a bordo. El capitán John B. Lagorio, de 35 años, había trabajado para Northwest durante casi nueve años. Tenía poco menos de 7.500 horas de vuelo de experiencia de vuelo, con poco menos de 2.000 horas de tiempo total volando el Boeing 727. [2] : 24  El copiloto, Walter A. Zadra, de 32 años, había estado trabajando para Northwest durante casi siete años. Tenía unas 4.700 horas de experiencia de vuelo, de las cuales dos tercios eran como segundo oficial. Su experiencia en Boeing 727 ascendió a unas 1.250 horas, pero solo 46 de ellas fueron como piloto; las otras 1.200 horas de experiencia fueron como ingeniero de vuelo,  El segundo oficial, James F. Cox, de 33 años, había estado en la aerolínea durante casi seis años y tenía 1600 horas de experiencia como ingeniero de vuelo de Boeing 727.